# Perizoma saxea
Perizoma saxea là một loài bướm đêm trong họ Geometridae.